# Elizabeth Thompsonová
Elizabeth Southerden Thompsonová (nepřechýleně Elizabeth Thompson; 3. listopadu 1846, Lausanne, Švýcarsko – 2. října 1933, hrad Gormanston, Irsko), později známá jako Lady Butlerová, byla britská malířka, která se specializovala na malování scén z britských vojenských tažení a bitev, včetně krymské války a napoleonských válek. Přinesla nový pohled na zobrazování války v umění.

## Život a dílo
Byla dcerou Thomase Jamese Thompsona (1812–1881) a jeho druhé manželky Christiany Wellerové (1825–1910). Její sestra byla esejistka a básnířka Alice Meynellová. Vyrůstala v Itálii, kde od roku 1862 studovala umění. V roce 1866 nastoupila na Ženskou školu výtvarného umění (Female School of Art) v Kensingtonu v Londýně. Svá umělecká díla, obvykle akvarely, začala vystavovat jako studentka. V roce 1867 byl její akvarel s názvem Bavorské dělostřelectvo jde do akce vystaven v Dudley Gallery, jedné z galerií preferovaných umělkyněmi. Ve stejném roce vystavila olejomalbu Koně na slunci na akci pořádané Společností ženských umělkyň (SWA). V roce 1869 se přestěhovala do Florencie, kde studovala na Akademii krásných umění. Tam namalovala a vystavovala své první velké dílo nazvané Magnificat (Chvalozpěv, 1868) s náboženským motivem. V roce 1870 se při pobytu v Paříži seznámila s díly Ernesta Meissoniera a Édouarda Detailleho a pod jejich dojmem přešla od tvorby náboženských scén k plátnům s válečnou tematikou.  Obraz Missing (Pohřešovaní, 1873), zobrazující dva zraněné francouzské důstojníky během francouzsko-pruské války byl prvním z jejích obrazů, které byly přijaty Královskou akademií. Opravdovou slávu jí přinesl obraz The Roll Call (Povoláni), zobrazující řadu vojáků vyčerpaných bitvou v krymské válce, který byl vystaven v roce 1874 na ‎‎letní výstavě‎‎ Královské akademie a stal se tak populárním, že vedle obrazu musel být umístěn policista, aby reguloval davy, které se na něj přišly podívat. Obraz posléze koupila královna Viktorie a s jejím souhlasem se prodaly tisíce jeho reprodukcí.
Thompsonová se stala známou po celé Evropě, protože nebylo obvyklé, aby mladá, půvabná žena své umění spojila s vojenskými tématy. Upoutala pozornost svým novým přístupem. Na rozdíl od předchozích vojenských malířů ztvárňovala intimní a bezprostřední pohled na bitevní scény, zaznamenávala energii a hrdinství, ale také bolest a utrpení obyčejných vojáků. Vždy velmi dbala na to, aby detaily jejích obrazů byly přesné a správné, i když ve skutečnosti neviděla žádnou bitvu. Skicovala vojenské oddíly při výcviku, v ateliéru jí pózovali skuteční vojáci v uniformách a se zbraněmi, které používali v boji. Koně v pohybu jsou anatomicky bezchybní.  Vytvořila také několik černobílých ilustrací, včetně básní její sestry Alice Meynellové (1875) a děl Williama Makepeace ‎‎Thackeraye‎‎ (1877).
V roce 1877 se provdala za majora Williama Butlera. Její manžel pocházel z chudé římskokatolické rodiny z Irska. Provázela ho do vzdálených končin impéria a vychovala jejich šest dětí. Poté, co byl roku 1886 povýšen do šlechtického stavu, Elisabeth Thompsonová se stala Lady Butlerovou. Po odchodu svého manžela z armády se s ním přestěhovala do Irska, kde žili na hradě ‎‎Bansha‎‎ v ‎‎hrabství Tipperary‎‎.
Jejím posledním velkým úspěchem na výstavě Královské akademie byla olejomalba Obrana stanice Rorke's Drift (The Defence of Rorke's Drift), která byla objednána královnou v roce 1879 a vystavena v roce 1881. Dramatická malba Skotsko navždy! (Scotland forever!) z roku 1881, na které zvtárnila skotský oddíl ženoucí se do bitvy u Waterloo, byla opět hodně reprodukována a sloužila jako předloha pro mnoho následujících vojenských obrazů jiných umělců. Obraz využivali Britové i Němci k propagandě za první světové války.
Po roce 1881 zájem o její obrazy poklesl. Zvláště v době búrských válek si někteří lidé začali stěžovat, že podkopávají morálku britských vojáků, protože je v nich příliš mnoho utrpení. Přestože Elizabeth Thompsonová až do své smrti v roce 1933 pokračovala v malování vojenských obrazů, už nikdy nedosáhla takové popularity, jaké se těšila na začátku své kariéry. Během těchto let Thompsonová přispívala ilustracemi do časopisu Merry England, založeného v roce 1883 sestrou Alicí a jejím manželem Wilfredem Meynellem.
V roce 1891 manželé Butlerovi měsíc cestovali na koni po Palestině. V roce 1903 pak vyšla pod názvem Letters from the Holy Land (Listy ze Svaté země ) knížka s dopisy, které během cesty psala své matce i s 16 ilustracemi. V roce 1909 Thompsonová vydala svou druhou knihu, From Sketch Book and Diary (Ze skicáře a deníku), která obsahovala popisy některých jejích zážitků z cestování po Evropě a Africe v průběhu let. Byla doplněna 28 barevnými akvarely. V roce 1922 Elizabeth Thompsonová vydala svou ilustrovanou autobiografii. O svých vojenských obrazech v autobiografii napsala: „Nikdy jsem nemalovala, abych oslavila válku, ale abych zachytila její patos a hrdinství.“
‎Lady Butlerová ovdověla v roce 1910, ale žila v Bansha až do roku 1922, kdy se usadila s nejmladším ze svých šesti dětí, Eileen, ‎‎vikomtesou Gormanstonovou‎‎, na hradě Gormanston v ‎‎hrabství Meath‎‎. Zemřela tam krátce před svými 87. narozeninami a byla pohřbena na ‎‎nedalekém hřbitově v obci Stamullen‎‎. ‎

## Galerie

Vojenské scény
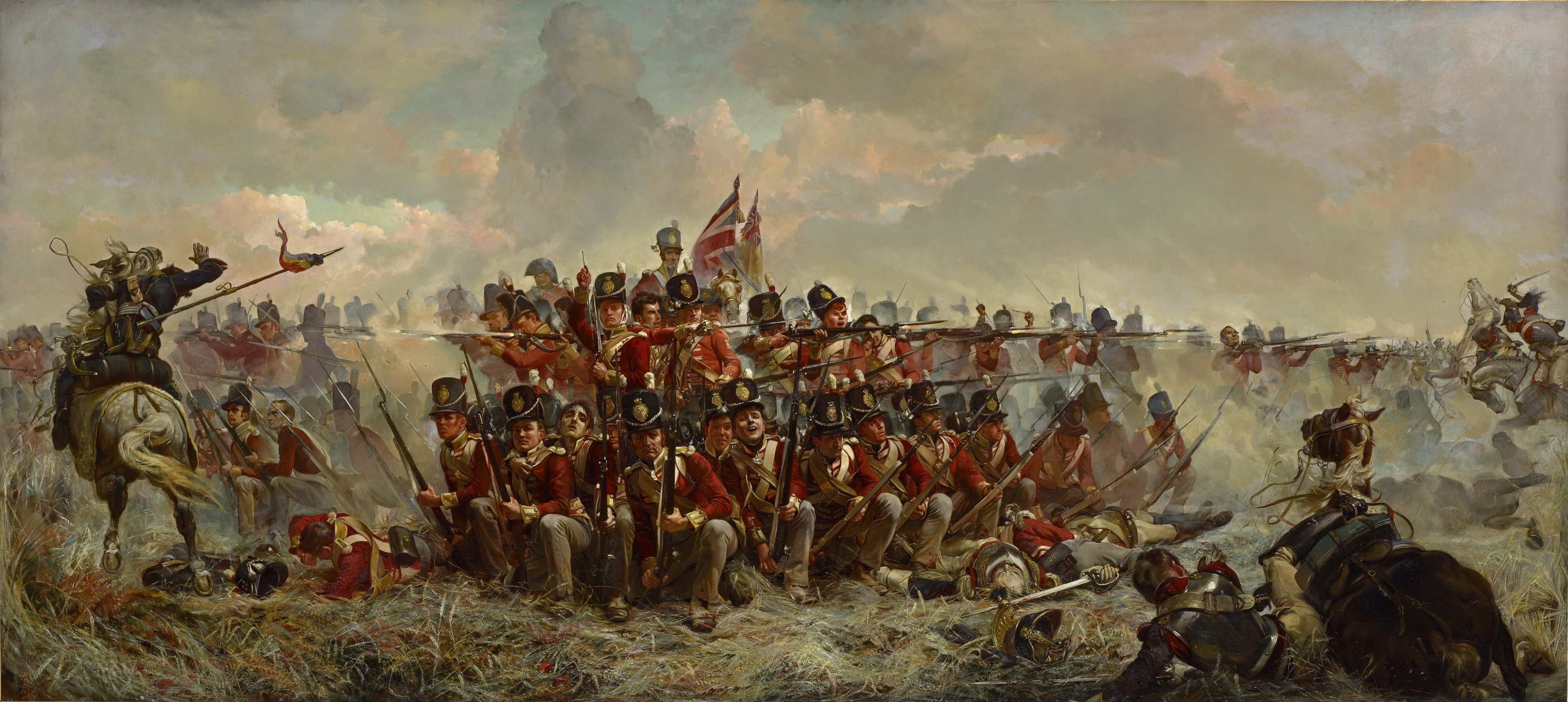
28. regiment u Quatre Bras (1875)
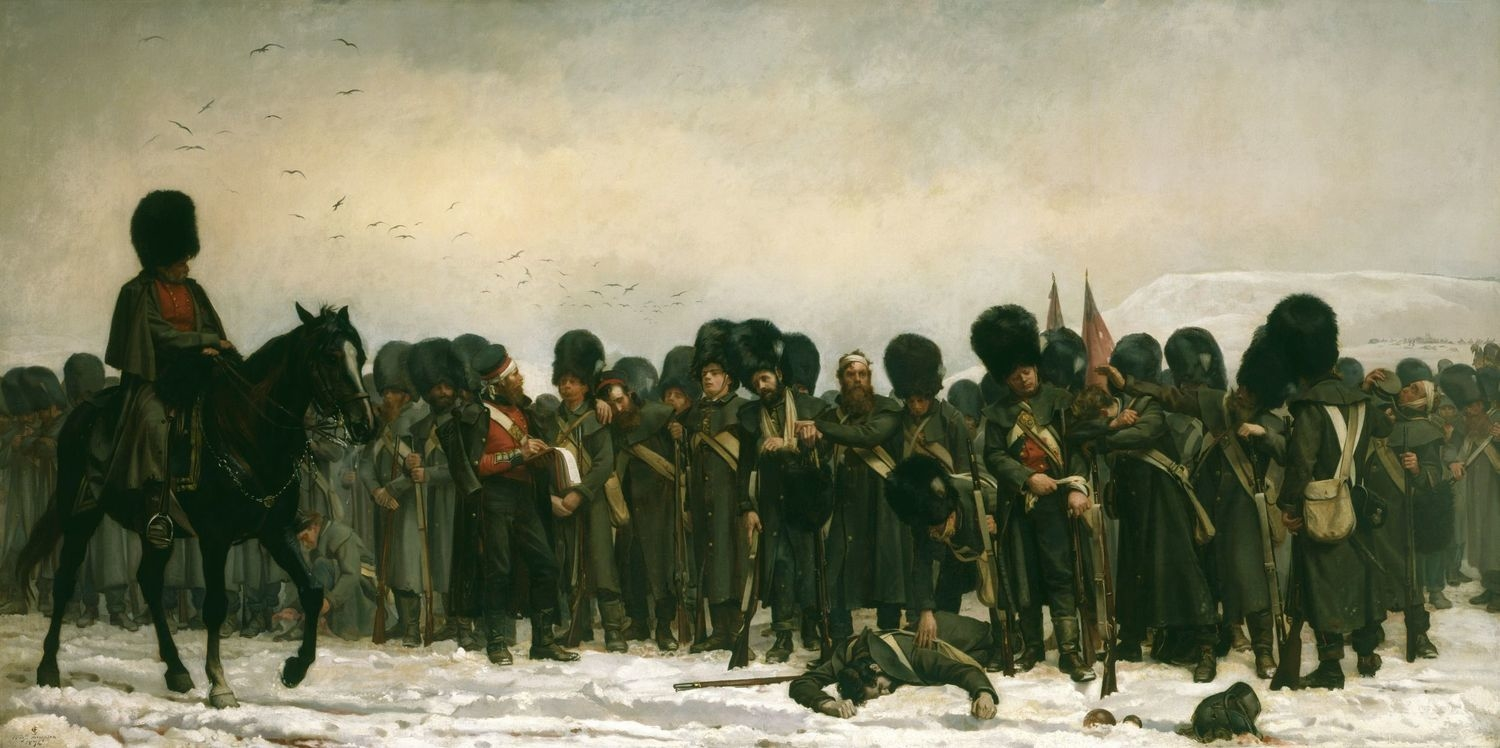
The Roll Call (1876)
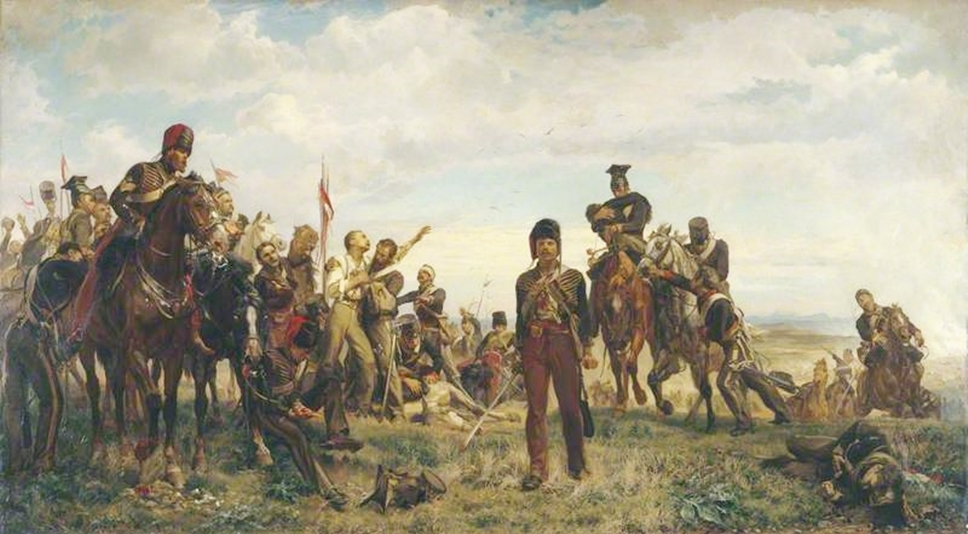
Balaclava (1876)
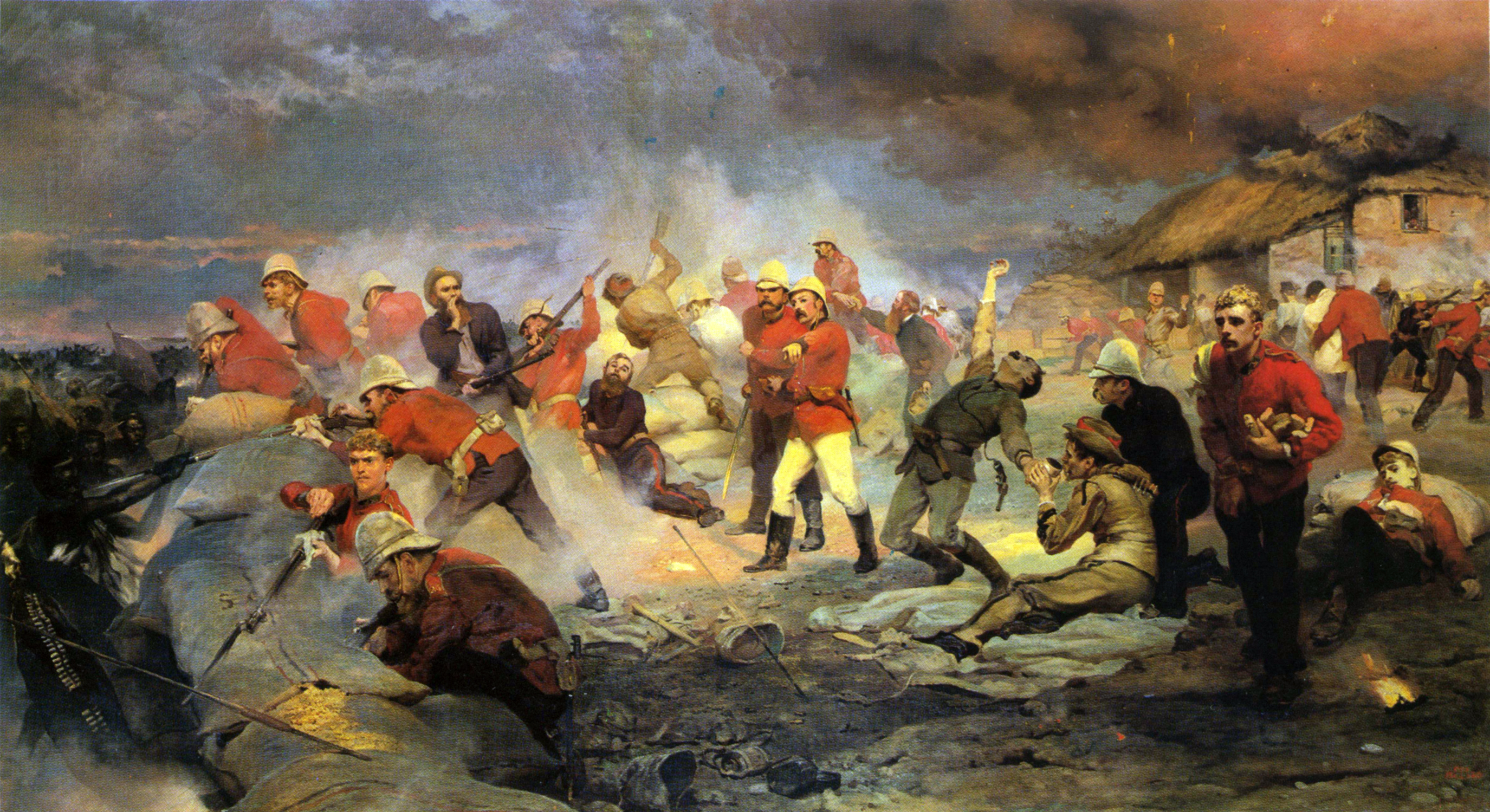
The Defence of Rorke's Drift (1880)
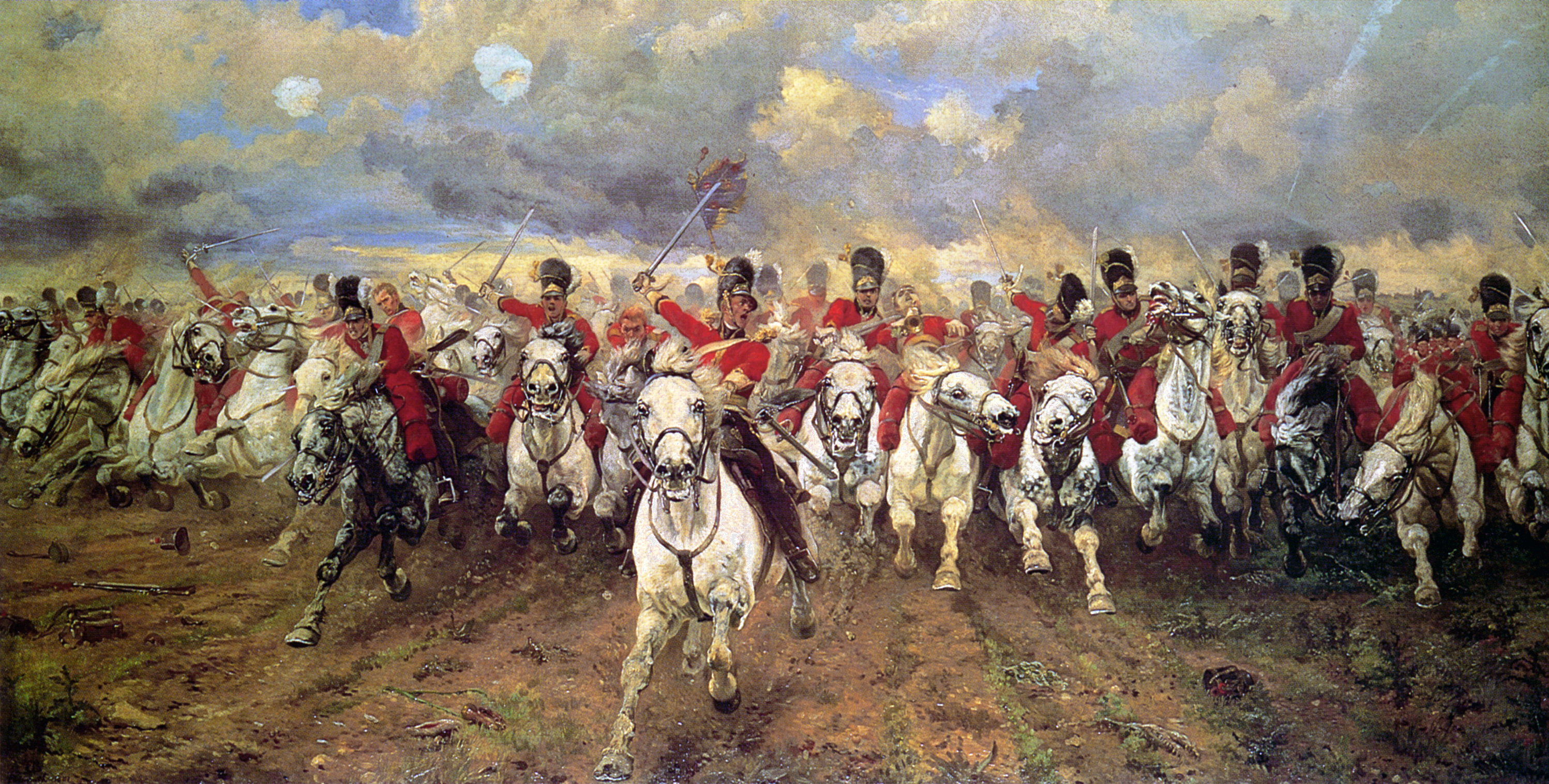
Scotland forever! (1881)

Obrázky z cest
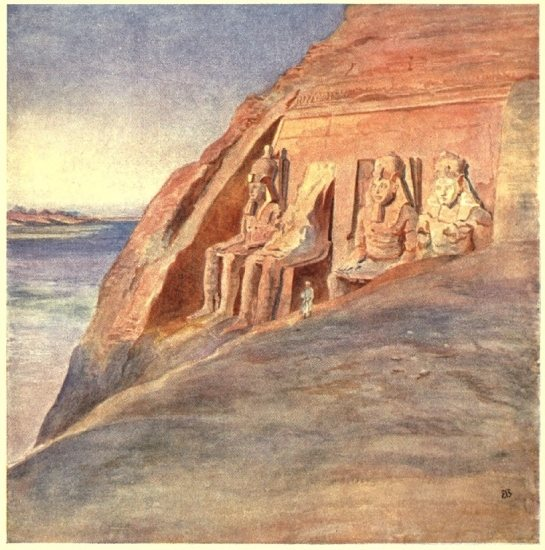
Abu Simbel
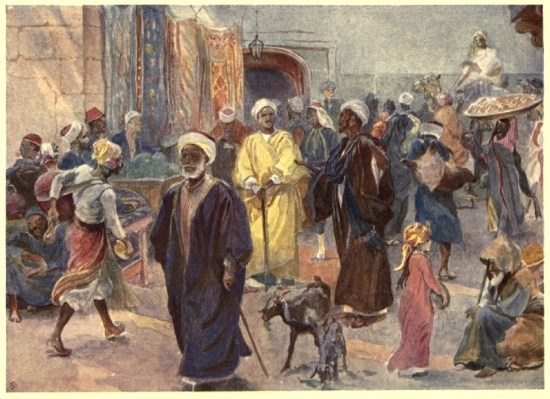
bazar v Káhiře
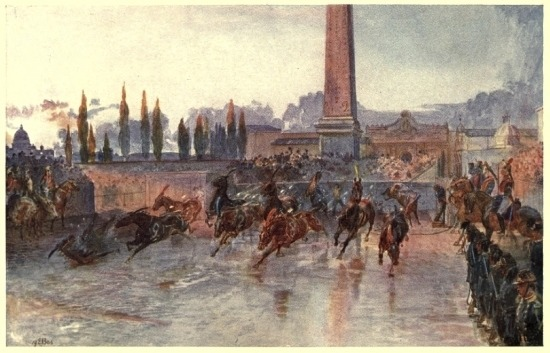
start koňských závodů v Římě
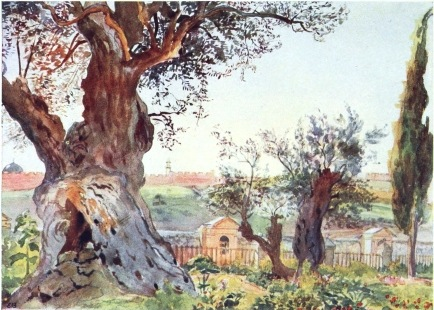
v zahradě getsemanské
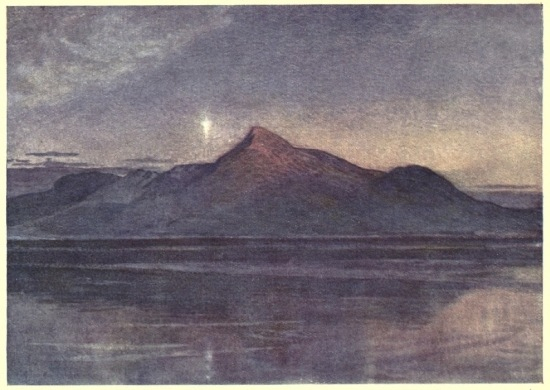
hora Croagh Patrick v irsku